# Robert L. Bryant

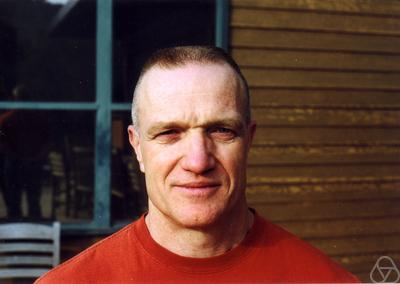
Robert L. Bryant (2012)

Robert Leamon Bryant (* 30. August 1953 in Kipling, Harnett County, North Carolina) ist ein US-amerikanischer Mathematiker.
Bryant studierte an der North Carolina State University in Raleigh mit dem Bachelor-Abschluss 1974 und wurde 1979 an der University of North Carolina at Chapel Hill bei Robert Brown Gardner promoviert. Danach war er Assistant Professor und ab 1982 Professor an der Rice University (ab 1986 als Noah Harding Professor). Danach war er bis 2008 Professor an der Duke University (ab 1987 als Juanita M. Kreps Professor) und war danach dort Senior Research Scientist.
2007 bis 2013 ist er Direktor des MSRI, an dem er schon seit 1983 zu Forschungsaufenthalten war, zum Beispiel 2003 als Simons Research Professor (und Ko-Organisator des Programms für Differentialgeometrie am MSRI) und 2002 als Clay Research Professor. Ab 1999 war er Mitglied und 2001 bis 2004 Direktor des Board of Trustees des MSRI. Außerdem ist er seit 2007 Professor an der University of California, Berkeley.
Er befasst sich mit geometrischer Theorie (nichtlinearer) partieller Differentialgleichungen mit Anwendungen in der mathematischen Physik und Riemannschen Geometrie, allgemein mit Differentialgeometrie, äußeren Differentialformensystemen, Finsler-Geometrie und Räume mit speziellen Holonomien.
1979/80 und 1993 war er am Institute for Advanced Study (IAS) und er war Direktor des Park City/IAS Mathematics Institute. Er war Gastprofessor in Harvard (1982), am IMPA in Rio (1990), an der University of Adelaide, am Institut Elie Cartan, am CRM in Montreal (als André Aisenstadt Professor), dem IHES, dem Max-Planck-Institut für Mathematik, an der ETH Zürich und der Columbia University (Eilenberg Professor).
Er ist Mitglied der National Academy of Sciences (2007) und der American Academy of Arts and Sciences (2002) und Fellow der American Mathematical Society (2013). 1982 war er Sloan Research Fellow und 1984 Presidential Young Investigator.
2002 wurde er Mitglied der Leitung der Vietnam Education Foundation der US-Regierung und er ist Mitglied des Internationalen Komitees für das National Mathematics Center in Nigeria. Er war Vizepräsident der American Mathematical Society und 2015 deren Präsident.
1986 war er Invited Speaker auf dem Internationalen Mathematikerkongress in Berkeley (A survey of Riemannian metrics with special holonomy groups).

## Schriften
- Herausgeber mit David Bao, S. S. Chern, Zhongmin Shen A sampler of Riemann-Finsler Geometry, Cambridge University Press 2004
- mit Robert Brown Gardner, S. S. Chern, H. L. Goldschmidt, Phillip Griffiths Exterior Differential Systems, MSRI Publ. 18, Springer Verlag 1991
- mit Phillip Griffiths, Dan Grossmann Exterior Differential Systems and Euler-Lagrange Partial Differential Equations, Chicago Lectures in Mathematics, University of Chicago Press 2003
- Herausgeber mit Victor Guillemin, Sigurdur Helgason, R. O. Wells Integral Geometry, Contemporary Mathematics 63, AMS 1987
- Metrics with exceptional holonomy, Annals of Mathematics, Band 126, 1987, S. 525–567
- An introduction to Lie groups and symplectic geometry, in Geometry and quantum field theory, IAS/Park City Math. Series 1, American Mathematical Society 1995, S. 5–181
- mit Lucas Hsu, Phillip Griffiths Hyperbolic exterior differential systems and their conservation laws, Teil 1,2, Selecta Mathematica, 1, 1995, 21-112, 265-323
- mit Griffiths Characteristic Cohomology of Differential Systems, Teil 1,2, Journal of the AMS, Band 8, 1995, S. 507–596, Duke Math. J., Band 78, 1995, S. 531–676
- mit Hsu, Griffiths Toward a Geometry of Differential Equations, in: Geometry, Topology & Physics, Conf. Proc. Lecture Notes Geom. Topology, VI, International Press, Cambridge, MA, 1995, S. 1–76

Er ist mit David Morrison Herausgeber von Band 4 der Gesammelten Werke von Phillip Griffiths.